# Sidney Magal
Sidney Magal, de son vrai nom Sidney Magalhães (né le 19 juin 1950 à Rio de Janeiro), est un chanteur, danseur, et acteur brésilien.

## Biographie
Sidney Magalhães est né le 19 juin 1950 à Rio de Janeiro,. Sidney débute dans la musique avec l'intention de chanter de la bossa nova, mais Vinicius de Moraes, cousin de sa mère, le lui déconseille en raison de sa taille et de sa beauté. Il commence alors à chanter du rock, de la samba, de la musique italienne et française.
Sous le nom de Sidney Rossi, il enregistre même un CD pour CBS intitulé Tema de Amor, mais la chanson n'a pas de succès. Il part ensuite pour l'Europe en 1971, où il part en tournée avec un groupe folk brésilien. L'année suivante, il retourne au Brésil et commence à se produire dans des bars, des churrascarias et des bars à strip-tease.
C'est dans une churrascaria de Barra da Tijuca que Sidney est découvert par le producteur argentin Roberto Livi, qui avait été engagé par Philips/PolyGram et cherchait un Sandro de América brésilien. Roberto transforme Sidney pour qu'il adopte un style vestimentaire et de performance gitan et contrôle son répertoire et sa participation aux interviews.
Sur ses deux premiers albums, Sidney sort deux autres grands succès, Meu Sangue Ferve Por Você et Sandra Rosa Madalena. Sidney commence à subir un harcèlement extrême de la part de ses fans ; pour leur échapper et atteindre la scène des salles où il se produit en toute sécurité, il doit entrer par les portes arrière, quitte à les ouvrir sur place avec une masse, comme cela s'est produit lors de l'inauguration d'un centre commercial à Salvador. Lorsque sa carrière a décollé et qu'il donnait jusqu'à trois concerts par soir, une ambulance a été louée pour s'assurer qu'il arrivait à l'heure à ses rendez-vous.
Sa carrière cinématographique débute également sous l'influence de Roberto, qui veut faire de lui un artiste multimédia comme Roberto Carlos. Paulo Coelho, qui avait accusé Sidney d'être un « gitan » dans les paroles de la chanson Arrombou a Festa 2, est engagé pour écrire le scénario d'Amante Latino, le premier film de Sidney dans le rôle principal. Le film attire 800 000 personnes dans les salles de cinéma, un chiffre considéré comme important à l'époque.
En 1980, Philips souhaite changer son style et le transforme en un chanteur de musique romantique, sans la personnalité gitane. Le premier album de cette phase, O Amor Não Tem Hora Para Cheggar, est un échec commercial, ce qui fait chuter la demande de concerts et entraîne la fin du partenariat entre Sidney et Roberto
Son plus grand succès est Sandra Rosa Madalena, largement interprété dans des émissions telles que Silvio Santos et Chacrinha entre la fin des années 1970 et le début des années 1980. L'un des points culminants de sa popularité se situe au début des années 1990 - avec l'explosion éphémère de la lambada, Sydney Magal devient l'une des plus grandes icônes de cette époque, explosant avec la chanson Me Chama Que Eu Vou, qui est même le thème de la telenovela Rainha da Sucata de Rede Globo. Il a également travaillé dans le domaine du cinéma, notamment dans le film Amante Latino, dans lequel il jouait son propre rôle. Ses spectacles attiraient un public essentiellement féminin, qui attaquait l'idole à la fin, en essayant de prendre des morceaux de ses vêtements en souvenir. Dans les années 1990, il tente de changer un peu son image en enregistrant un CD de jazz et de bossa nova, accompagné d'un orchestre. Il réenregistre ensuite ses anciens succès pour la compilation Discoteca do Chacrinha.
En 2022, la biographie de Magal est publiée dans un livre de Bruna Ramos da Fonte intitulé : Sidney Magal: Muito mais que um amante latino. Ce livre donne également lieu, en 2022, à une comédie musicale portant le même titre.

## Discographie

### Albums studio
- 1977 : Sidney Magal
- 1978 : Magal
- 1979 : O Amante
- 1980 : O Amor Não Tem Hora para Chegar
- 1981 : Quero Te Fazer Feliz
- 1982 : Magal Espetacular
- 1983 : Vibrações
- 1984 : Cara
- 1985 : Me Acende
- 1987 : Mãos Dadas
- 1990 : Magal
- 1991 : Só Satisfação
- 1995 : Sidney Magal and Big Band
- 1998 : Aventureiro
- 2000 : Baila Magal
- 2006 : Sidney Magal ao Vivo (CD-DVD)
- 2012 : Coração Latino ao Vivo (CD-DVD)
- 2017 : Bailamos - 50 anos de Carreira (CD-DVD)

## Filmographie

### Films
- 1974 : O Sexo das Bonecas
- 1979 : Amante Latino (lui-même)
- 1991 : Inspetor Faustão e o Mallandro (lui-même)
- 2003 : O Caminho das Nuvens (Panamá)
- 2005 : Um Lobisomem na Amazônia (Sacerdote Inca)
- 2009 : Jean Charles (lui-même)
- 2011 : Meu Pai é Figurante (Tony Galhardo)
- 2016 : Magal e os Formigas (lui-même)
- 2017 : Ninguém Entra, Ninguém Sai
- 2023 : Me Chama que Eu Vou
- 2024 : Meu Sangue Ferve Por Você

### Doublage
- 2006 : Happy Feet (Amoroso)
- 2011 : Happy Feet 2
- 2013 : Moi, moche et méchant 2 (Eduardo Perez / El Macho)
- 2015 : Vice-versa (pilote d'hélicoptère)

### Télévision
- 1990 : Rainha da Sucata (propre rôle)